# Werner Gilde

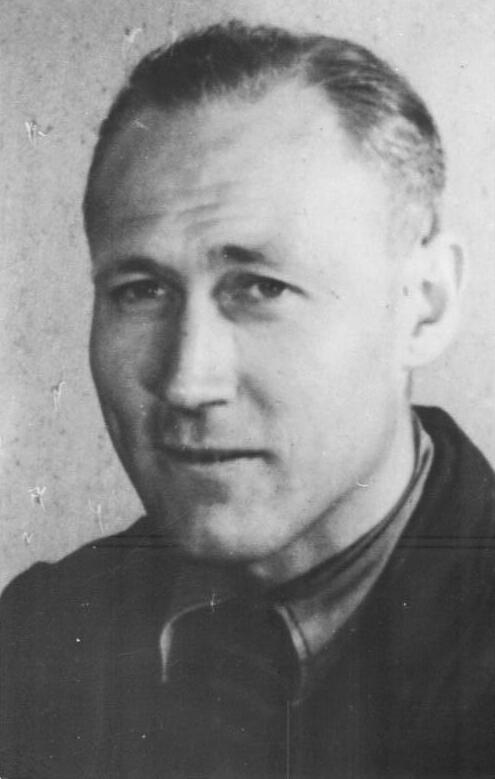
Verdienter Techniker des Volkes, Werner Gilde, 1952

Werner Gilde (* 9. Juni 1920 in Horst; † 2. Februar 1991 in Halle/Saale) war ein international anerkannter Experte für Schweißtechnik und Techniker in der DDR.

## Leben und Wirken
Nach der Volksschule in Horst (Holstein) legte er 1939 das Abitur in Elmshorn ab. Danach studierte er. Nach der Unterbrechung durch Arbeits- und Kriegsdienst (als Leutnant der Artillerie) führte er 1945 sein Studium der Metallkunde, Mineralogie und Physik in Göttingen fort, Abschluss 1947 mit Promotion.
1948 wurde Gilde Leiter der Gütekontrolle in der Maxhütte Unterwellenborn (SBZ, später DDR). Er trat in die SED ein. 1952/53 wurde er Abteilungsleiter im Eisenforschungsinstitut Hennigsdorf (DDR), 1952 erhielt er die Auszeichnung Verdienter Techniker des Volkes. Von 1953 bis 1985 wirkte er als Direktor des Zentralinstituts für Schweißtechnik (ZIS) in Halle/Saale. 1962 folgte die Habilitation, ab 1965 lehrte Gilde zusätzlich als Professor an der TH Leuna-Merseburg und TH Ilmenau. Ihm gehörten über 100 Patente. 

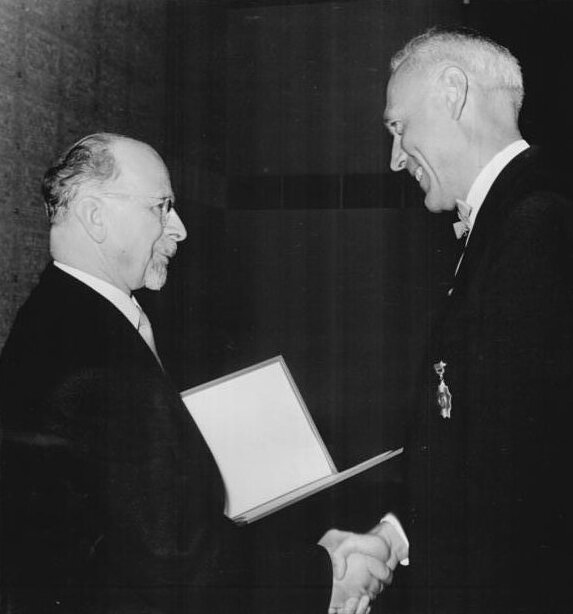
Überreichung des Nationalpreises der DDR 1964 durch Walter Ulbricht

1962 erhielt er den Vaterländischen Verdienstorden in Bronze und 1985 in Gold, 1964 und 1968 den Nationalpreis der DDR, er wurde Mitglied im Forschungsrat der DDR. Zahlreiche wissenschaftliche Veröffentlichungen zeigen sein breites fachliches Spektrum. Als Institutsdirektor ging er von der Planbarkeit von Forschungsleistungen aus, gemessen an der Zahl eingereichter Patente. Gegenüber seinen Mitarbeitern hatte er mit seinem kompromisslosen Anspruch an überdurchschnittliche Forschungsleistungen ein sehr forderndes Auftreten. Ihn verband eine enge wissenschaftliche Zusammenarbeit und Freundschaft mit Borys Paton, dem Direktor des Paton-Instituts für Elektroschweißen der Akademie der Wissenschaften der UdSSR in Kiew.
1985 ging Gilde in den Ruhestand, sein Nachfolger als Institutsdirektor des ZIS wurde Günther Thieme.
Neben seinen wissenschaftlichen und populärwissenschaftlichen Veröffentlichungen erschienen auch zahlreiche belletristische Bücher. Seine Nacherzählung der Lebenserinnerungen des Weltumseglers Johannes C. Voß aus Horst, „Für tausend Dollar um die Welt“, erschien 1973 in Halle und erfuhr bis 1984 fünf Auflagen in Ost- und Westdeutschland. Ebenfalls in beiden deutschen Staaten erschienen Gildes Jugenderinnerungen an Holstein „Leben ohne Rückfahrkarte“ (1980/1982 in Halle, 1983/1998 in Husum).
Mit einer im ZIS gebauten Kunststoff-Segelyacht (der ersten in der DDR) unternahm er zusammen mit seiner Ehefrau Henriette weite Reisen im Ostseeraum. 1971 wurde Gilde Meister der DDR im Hochseesegeln, einem von ihm sehr intensiv betriebenem Hobby auf der Ostsee. Außerdem betätigte er sich im Reitsport.
Während seiner internationalen Vortragsreisen besuchte Gilde häufig seinen in der BRD gelegenen Geburtsort Horst, wo er vom Leiter der örtlichen Sparkasse, der das Wohnhaus seiner verstorbenen Eltern gekauft hatte, seine Valutaeinkünfte verwalten ließ. Zu seiner im November 1988 von der Volkshochschule Horst veranstalteten Lesung aus seinen Büchern erschienen über 100 Zuhörer.

## Werke
Belletristische Veröffentlichungen:
- Leben ohne Rückfahrkarte. Jugenderinnerungen, Halle 1980, Husum 1983.
- Für Tausend Dollar um die Welt. Nacherzählung des Horster Weltumseglers John C. Voss, Halle 1973, Husum 1984.
- Dienstreisen mit Augenzwinkern. Halle 1984.
- Das abenteuerliche Leben des Herrn von Platen. 1987.
- Der Große Buddha lächelt. Reisen zu Wasser und zu Lande. Halle/Leipzig 1988
- Plaudereien eines Leibwächters Historischer Roman, Mitteldeutscher Verlag Halle 1976

Populärwissenschaftliche Veröffentlichungen:
- Werner Gilde, Siegfried Altrichter: Die optimale Lösung. Urania-Verlag Leipzig-Jena-Berlin 1968.
- Werner Gilde, Claus-Dieter Starke: Ideen muss man haben. Urania-Verlag Leipzig-Jena-Berlin 1969.
- Werner Gilde, Edeltraut Belkius: Erfinden was noch niemals war. 1. Auflage. Urania-Verlag, Leipzig, Jena, Berlin 1972.
- Werner Gilde: Gespiegelte Welt. Fachbuchverlag, Leipzig 1979.
- Werner Gilde, Siegfried Altrichter: Seltsames um den gesunden Menschenverstand. 3. Auflage. Fachbuchverlag, Leipzig 1982.
- Werner Gilde, Siegfried Altrichter: Mehr Spaß mit dem Taschenrechner. 4. Auflage. Fachbuchverlag, Leipzig 1982.
- Werner Gilde, Siegfried Altrichter: Noch mehr Spaß mit dem Taschenrechner. 1. Auflage. Fachbuchverlag, Leipzig 1981.
- Werner Gilde: Licht und Schatten. Fachbuchverlag, Leipzig 1982.
- Werner Gilde: Wege zum Erfolg. Mitteldeutscher Verlag, Halle und Leipzig 1985.
- Werner Gilde: Über Rekorde in der Technik. Fachbuchverlag, Leipzig 1985.
- Werner Gilde: Nachahmung empfohlen. Gedanken und Erfahrungen. Mitteldeutscher Verlag, Halle und Leipzig 1988